# Festival Internacional del Humor 1993
Festival Internacional del Humor 1993 es la décima edición del Festival Internacional del Humor emitido por Caracol Televisión, presentados por Alfonso Lizarazo y Raquel Viviana Chaparro

## Sinopsis
Artistas invitados de varios países dan una muestra de su talento, en diferentes números artísticos que pueden ser de humor, magia, imitación y baile.

## Invitados
- Raúl Vale
- Lucho Navarro
- Carlos Donoso
- El Moreno Michael
- Avner "El Excéntrico"
- Tom Nody
- Otto Wessley
- Hebert Castro
- Art Obstrel
- Pepe Carrol
- Stan y Lasky

Participaron también algunos humoristas del elenco de Sábados Felices
- Enrique Colavizza
- Jeringa
- Carlos "El Mocho" Sánchez

Participación musical
- Grupo Nieve

†Fue la última participación de Lucho Navarro ya que un año antes le habían diagnosticado que tenía cáncer, un año más tarde fallecería.